# Far From Refuge
Far from Refuge es el tercer álbum de estudio de la banda irlandesa de post-rock, God Is An Astronaut, lanzado el 5 de abril de 2007 por Revive Records.
El álbum fue remasterizado digitalmente y relanzado en 2011.

## Lista de canciones
| N.º | Título                   | Duración |  |
| 1.  | «Radau»                  | 5:51     |  |
| 2.  | «Far from Refuge»        | 6:52     |  |
| 3.  | «Sunrise in Aries»       | 4:21     |  |
| 4.  | «Grace Descending»       | 5:30     |  |
| 5.  | «New Years End»          | 4:16     |  |
| 6.  | «Darkfall»               | 3:41     |  |
| 7.  | «Tempus Horizon»         | 5:07     |  |
| 8.  | «Lateral Noise»          | 1:52     |  |
| 9.  | «Beyond the Dying Light» | 5:34     |  |

### Edición japonesa
| N.º | Título                                      | Duración |  |
| 10. | «Sunny Banks of Sweet Deliverance»          | 4:32     |  |
| 11. | «Empyrean Glow»                             | 2:22     |  |
| 12. | «Radau en vivo (Sólo a través de descarga)» | 2:22     |  |

## Intérpretes

### God Is An Astronaut
- Torsten Kinsella - Voces, guitarra, teclados
- Niels Kinsella - Bajo, guitarra, visual
- Lloyd Hanney - Batería, sintetizadores